# Toortsparelmoervlinder
De toortsparelmoervlinder (Melitaea trivia) is een vlinder uit de familie Nymphalidae (vossen, parelmoervlinders en weerschijnvlinders). De wetenschappelijke naam van de soort is, als Papilio trivia, in 1775 door Michael Denis en Ignaz Schiffermüller gepubliceerd. De voorvleugellengte bedraagt 17 tot 19 millimeter. De soort komt verspreid over het zuiden van het Palearctisch gebied voor. In Nederland en België komt de soort niet voor. De soort vliegt van april tot augustus. De vlinder vliegt op hoogtes tot 2200 meter boven zeeniveau.

## Waardplanten
De waardplanten van de toortsparelmoervlinder zijn verschillende soorten Verbascum (toorts). De rupsen overwinteren in een spinsel.

## Beschrijving

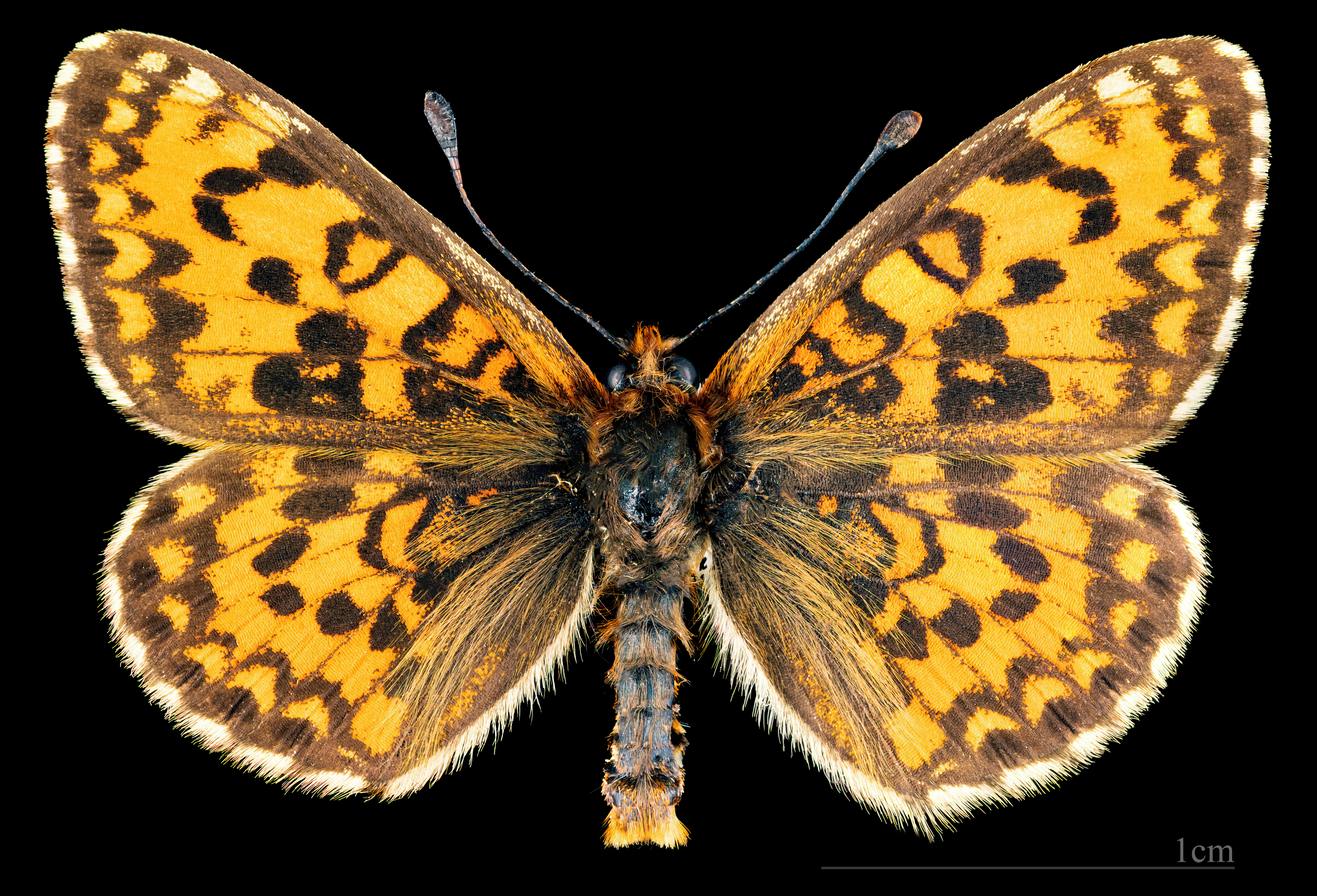
Melitaea trivia ♂
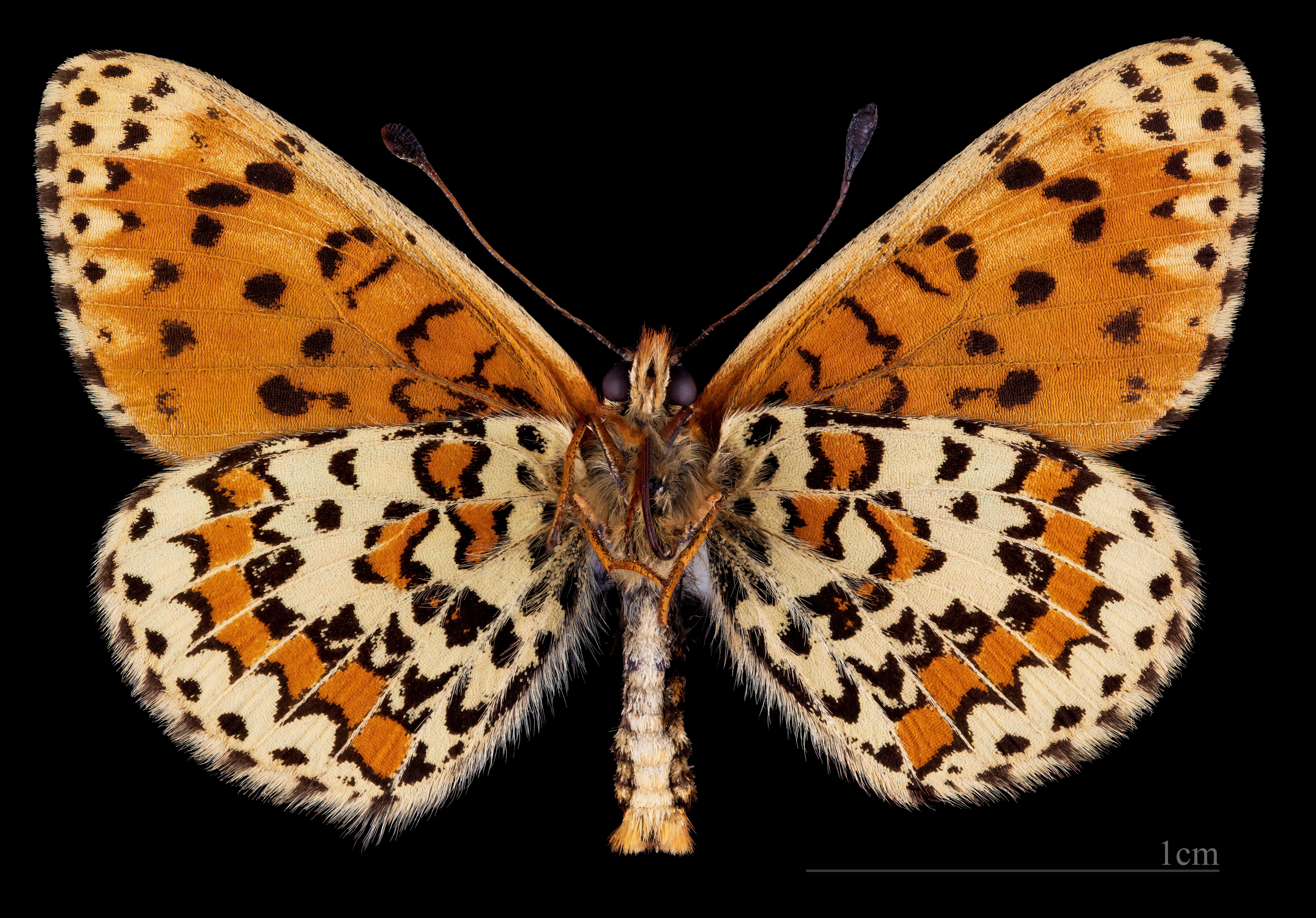
Melitaea trivia ♂   △
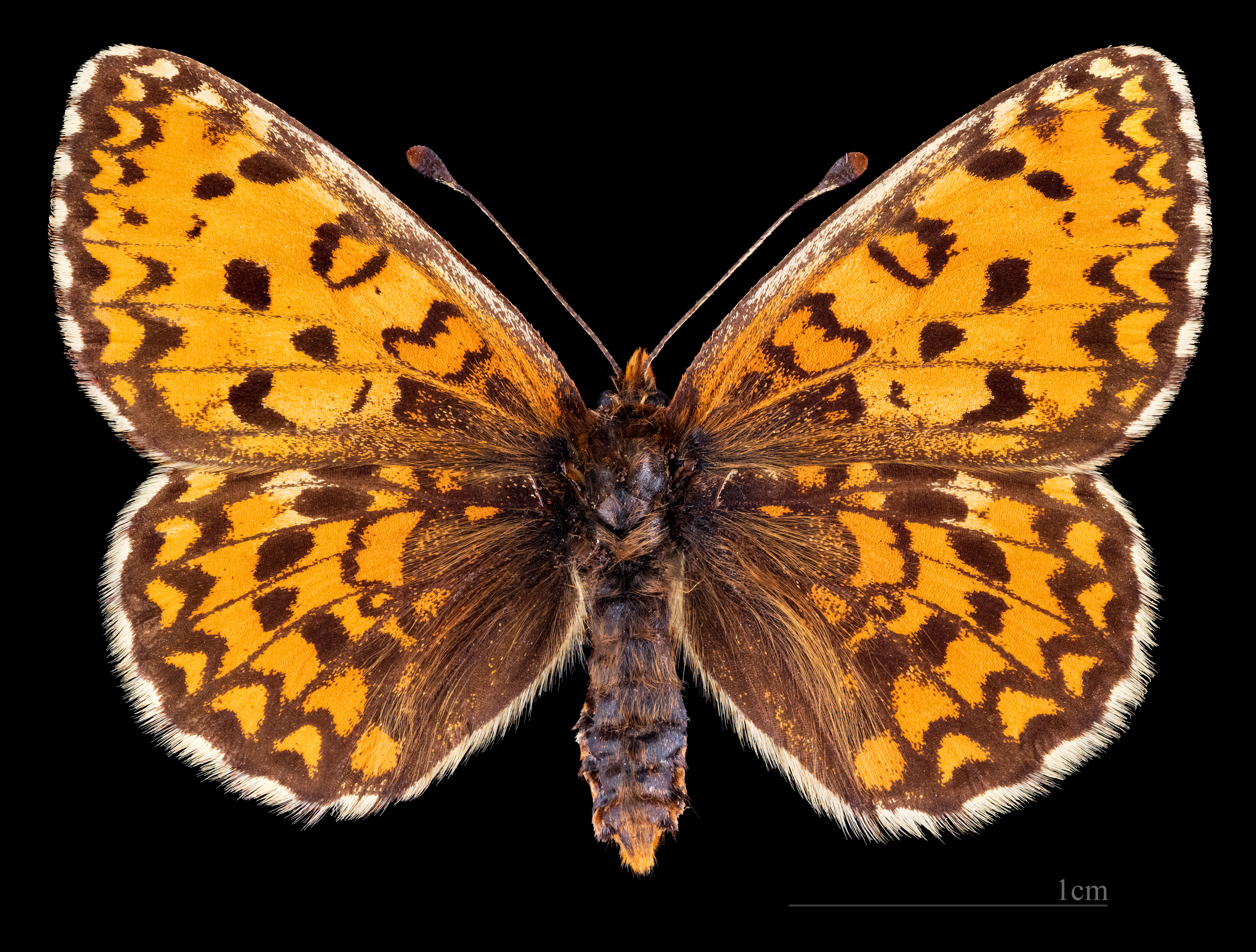
Melitaea trivia ♀
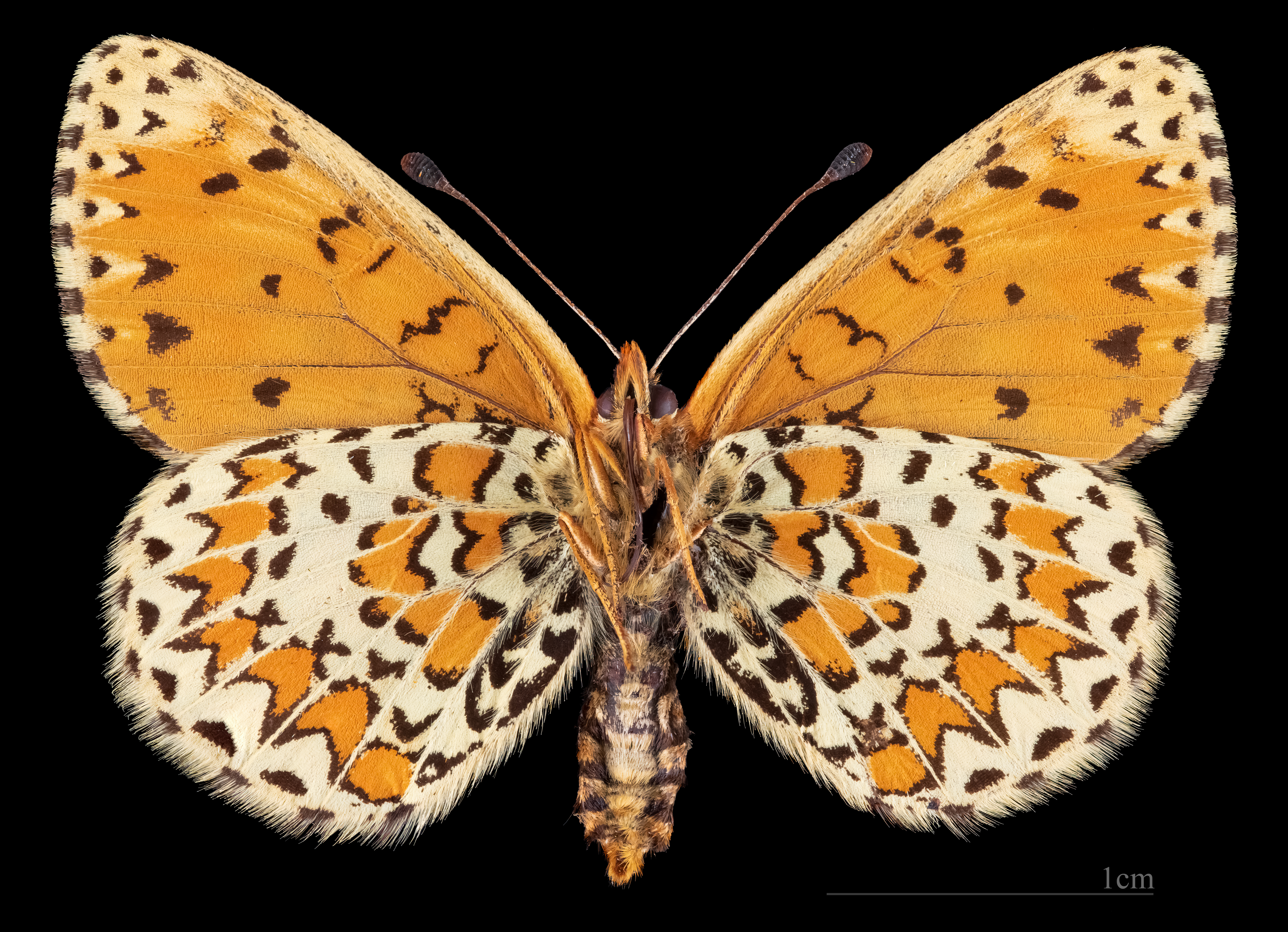
Melitaea trivia ♀ △